# Jezioro Zagłębocze
Jezioro Zagłębocze – jezioro w woj. lubelskim, w powiecie łęczyńskim, w gminie Ludwin, we wsi Jagodno. Przy granicy jeziora leżą wsie Lejno i Nowy Orzechów.

## Położenie
Jezioro Zagłębocze położone jest w bezpośrednim sąsiedztwie południowo-zachodniego krańca Garbu Włodawskiego, wchodzącego w skład Równiny Łęczyńsko-Włodawskiej. Jezioro znajduje się w Poleskim Obszarze Chronionego Krajobrazu, w otulinie Poleskiego Parku Krajobrazowego.

## Morfometria
Według pomiarów dokonanych w 1951 przez UMCS, powierzchnia Jeziora Zagłębockiego wynosi 59,0 ha, a objętość 278,0 tys. m³. Maksymalna głębokość zbiornika wynosi 23,3 m, a średnia głębokość 7,3 m. Lustro powierzchni jeziora znajduje się na wysokości 166,8 m n.p.m. Wymiary jeziora to 942 m na 798 m.
W 2005 roku jezioro uzyskało II kategorię podatności na degradację, a warunki sanitarne odpowiadały wymaganiom I klasy czystości.

## Przyroda
W 1999 przeprowadzono badania fitosocjologiczne roślinności akwenu. Wykazały one zanik rozległych wcześniej łanów z rzadką ramienicą Lychnothamnus barbatus oraz krynicznikiem giętkim. Stwierdzono też nieobecność oznaczanych wcześniej: Chara mucronata, wywłócznika skrętoległego (zajmującego przedtem dużą powierzchnię) i innych roślin naczyniowych. Miejsce roślin o węższych wymaganiach ekologicznych zajęły fitocenozy mniej wybredne: Ceratophylletum demersi, Elodeetum canadensis, Potamogeton lucens i Scirpus lacustris. Ponikło błotne wyparte zostało przez trzcinę pospolitą.